# Радиоведущий
Радиоведущий — человек, который имеет должность в эфире в радиовещании. Радиоведущие, которые представляют и воспроизводят отдельные подборки записанной музыки, известны как диджеи. Радиоведущие могут быть ведущими разговорного радио, ведущими радиошоу AM/FM и ведущими программ «Спутниковое радио».

## Описание
Радиоведущий может быть тем, кто представляет и обсуждает жанры музыки; ведёт шоу разговорного радио, которое может принимать звонки от слушателей; берёт интервью у знаменитостей или гостей; или предоставляет информацию о новостях, погоде, спорте или дорожном движении. Радиоведущий может вещать в прямом эфире или использовать методы голосового отслеживания. Всё чаще в 2010-х годах радиоведущие должны дополнять свою работу в эфире, размещая информацию в Интернете, например, в блоге или на другом форуме. Это может быть либо для получения дополнительного дохода, либо для связи со слушателями. За исключением небольших или сельских радиостанций, большая часть музыкального радиовещания выполняется с помощью автоматизации вещания, управляемого компьютером плейлиста с аудиофайлами MP3, которые содержат всю программу, состоящую из музыки, рекламы и предварительно записанных комментариев радиоведущего.

## История
В прошлом термин «диджей» использовался исключительно для описания радиоведущих, которые воспроизводили записанную музыку и проводили радиошоу с популярной музыкой. В отличие от современного клубного диджея, который использует битмэтчинг для смешивания переходов между песнями для создания непрерывного воспроизведения, радио-диджеи воспроизводили отдельные песни или музыкальные композиции, озвучивая объявления, вступления, комментарии, шутки и рекламу между каждой песней или короткой серией песен. В 1950-х, 60-х и 70-х годах радио-диджеи оказывали значительное влияние на популярную музыку, особенно в эпоху Top 40 radio, из-за их способности представлять новую музыку радиоаудитории и продвигать или контролировать песни.
Хотя радиоведущие, которые специализировались на новостях или ток-программах, такие как Дороти Килгаллен и Уолтер Уинчелл, существовали с первых дней радио, эксклюзивные форматы разговорного радио появились и умножились в 1960-х годах, когда телефонные звонки в шоу, интервью, новостях и общественных делах стали более популярными. В Нью-Йорке WINS (AM) перешла на формат разговора в 1965 году, а WCBS (AM) переключилась два года спустя. Среди ранних ведущих разговорного радио были Брюс Уильямс и Салли Джесси Рафаэль. Рост спортивного разговорного радио начался в 1960-х годах и привёл к созданию первой спортивной станции в США, WFAN (AM), в которой представлены многие спортивные радиоведущие, такие как Марв Альберт и Хоуи Роуз.

## Типы
- FM/AM радио — ведущие AM/FM воспроизводят музыку, разговаривают или и то, и другое[8]. Примеры: Рик Диз, Элвис Дюран, Big Boy, Кидд Краддик, Джон Бой и Билли, Шоу Боба и Тома, Клуб «Завтрак» и Рики Смайли.
- Разговорное радио — ведущие разговорного радио часто обсуждают социальные и политические вопросы с определённой политической точки зрения[8]. Примеры: Раш Лимбо, Арт Белл, Джордж Нури, Брайан Лерер и Дон Джеронимо.
- Спортивное радио — ведущие спортивного радио часто являются бывшими спортсменами, спортивными писателями или телеведущими, и обсуждают спортивные новости[8]. Примеры: Дэн Патрик, Тони Корнхайзер, Дэн Силео, Колин Каухерд и Майк Франчеса.
- Спутниковое радио — ведущие спутникового радио подчиняются меньшему количеству государственных правил вещания, и им может быть разрешено воспроизводить откровенную музыку. Говард Стерн, Опи и Энтони, доктор Лора и Крис Руссо — одни из известных вещателей, которые успешно перешли на спутниковое радио[8].
- Интернет-радио - ведущие интернет-радио появляются на интернет-радиостанциях, которые предлагают новости, спорт, разговоры и различные жанры музыки, которые транслируются потоковыми мультимедиа, такими как AccuRadio, Pandora Radio, Slacker Radio и Jango.

## Известные радиоведущие
Известными радиоведущими являются радиоведущие поп-музыки Wolfam Jack, Джим Певер, Дик Кларк,Кейси Кейсем, Джон Пил, Чарли Джиллетт, Уолт Лав, Алан Фрид, Mamy Baby, Фрида Амани, The Real Don Steele, Чарли Туна, Терри Воган; ведущие спорта такие, как Майк Франческа; такие политические вещатели, как Дон Имус, Говард Стерн и Раш Лимбо. Воган, Терри

## Карьера

### Образование
Многие радиоведущие не имеют школьного образования, но некоторые имеют степени в области аудиотехники. Если радиоведущий имеет степень, то, как правило, это квалификация уровня бакалавра в области радио-телевидения и кино, массовых коммуникаций, журналистики или английского языка.

### Тренировка
Университеты предлагают занятия по радиовещанию и часто имеют студенческое радио, где студенты могут получить обучение на рабочем месте и кредит. Будущие радиоведущие также могут пройти стажировку на радиостанциях для практического обучения. Учебные курсы также доступны онлайн.

### Требования
Должность радиоведущей, как правило, имеет следующие требования:
- Хороший чистый голос с отличным тоном и модуляцией[16]
- Отличные коммуникативные навыки и креативность для взаимодействия со слушателями[16]
- Знание текущих событий, новостных вопросов и социальных тенденций
- Творческое мышление, чтобы иметь возможность придумывать новые идеи или темы для шоу
- Способность импровизировать и думать «на месте»
- Способность развивать свой личный стиль
- Хорошее чувство юмора

### Возможности
Благодаря вокальной подготовке радиоведущих часто существуют возможности для расширения их карьеры. Со временем радиоведущему могут платить за озвучку для рекламы, телевизионных шоу и фильмов.

### Зарплата в США
На заработную плату радиоведущего влияет многолетний опыт и образование. В 2013 году средняя зарплата радиоведущего в США составляла 28 400 долларов.
- 1–4 года: 15 200–39 400 долларов,
- 5–9 лет: 20 600–41 700 долларов,
- 10–19 лет: 23 200–51 200 долларов,
- 20 или более лет: 26 300–73 000 долларов.

Радиоведущий со степенью бакалавра имел диапазон заработной платы в размере 19 600–60 400 долларов.
Зарплата местного радиоведущего будет отличаться от зарплаты национального радиоведущего. Зарплата национального ведущего может быть в миллионах из-за увеличения размера аудитории и корпоративного спонсорства. Например, Рашу Лимбо, как сообщается, выплачивалось 38 миллионов долларов в год в рамках восьмилетнего контракта на 400 миллионов долларов, который он подписал с Clear Channel Communications.